# Marabunta (banda)
Marabunta fue una banda de rock argentina, nacida en abril de 1978 en la ciudad de La Plata, y que se disolvería para fusionarse con Las Violetas.
A diferencia de los integrantes de Las Violetas, los músicos de Marabunta jamás se plantearon en serio la posibilidad de dedicarse profesionalmente a la música. Eran más jóvenes que los de Las Violetas, carecían de experiencia previa y prácticamente no ensayaban. Marabunta era una banda under que, de acuerdo con la definición de Quique Mugetti, no pretendía "ni ir a la Capital, ni grabar un disco, ni nada: simplemente tocar para tomar unas copas, para divertirse".
Quique Mugetti tocaba el bajo, Marcelo Moura la percusión, Julio Moura la guitarra eléctrica, los hermanos Basilio y Ricardo (Riky) Rodrigo la guitarra y el violín, y Pablo Tapia cantaba. Contrataban bateristas para cada show: les pasaban los ritmos, se hacía un ensayo y tocaban. Cuando empezaron a fallar, Marcelo pasó a la batería. Marabunta tenía letras irónicas, que escribían Basilio, Pablo y a veces Julio, y un sonido con reminiscencias latinas que Marcelo emparenta con Ney Matogrosso. La mayor parte de las melodías le pertenecían a Julio. El repertorio del grupo incluía temas propios como No quiero ser un pollo, Nativo y Paiu paiu, y versiones de temas de músicos brasileños.
En 1980 esta banda se uniría a Las Violetas y formarían Virus.